# Brotlaibidole

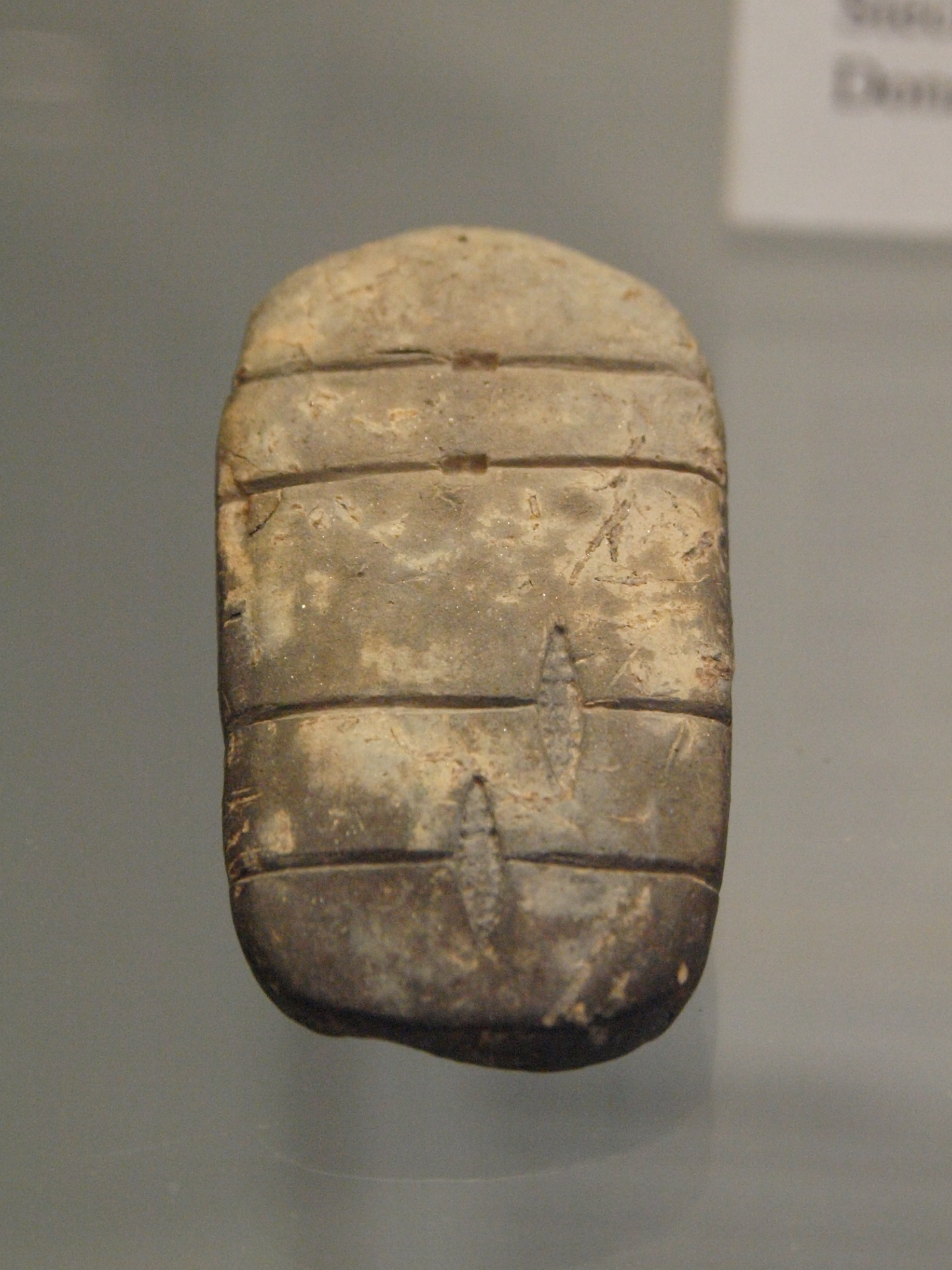
Brotlaibidole hallado en Mangolding, Mintraching, Alemania

Brotlaibidole (Brotlaibidol en alemán) o Tablillas enigmáticas es un nombre dado por los arqueólogos alemanes a cientos de tablillas de arcilla cocida similares, de propósito desconocido, encontradas en varios yacimientos de la Edad del Bronce en Europa, que datan entre 2100 y 1400 a. C. Se las conoce simplemente como "tabletas enigmáticas" por arqueólogos italianos . 

## Descripción

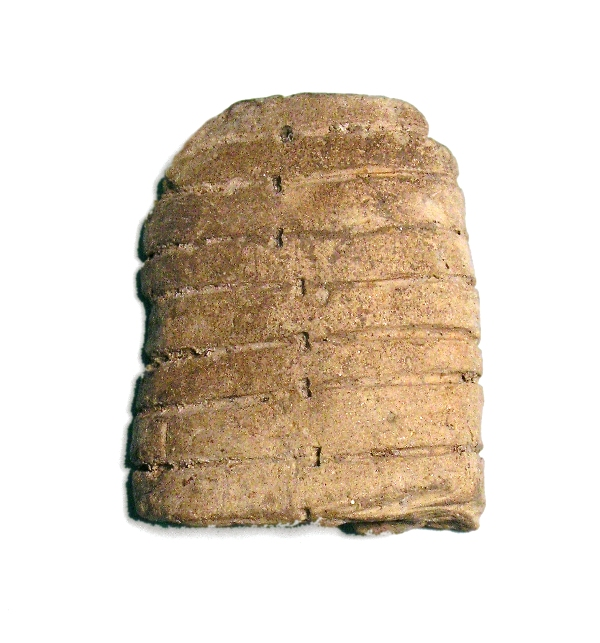
Brotlaibidole partido del yacimiento de Lavagnone, Lonato del Garda, Lombardía, Italia

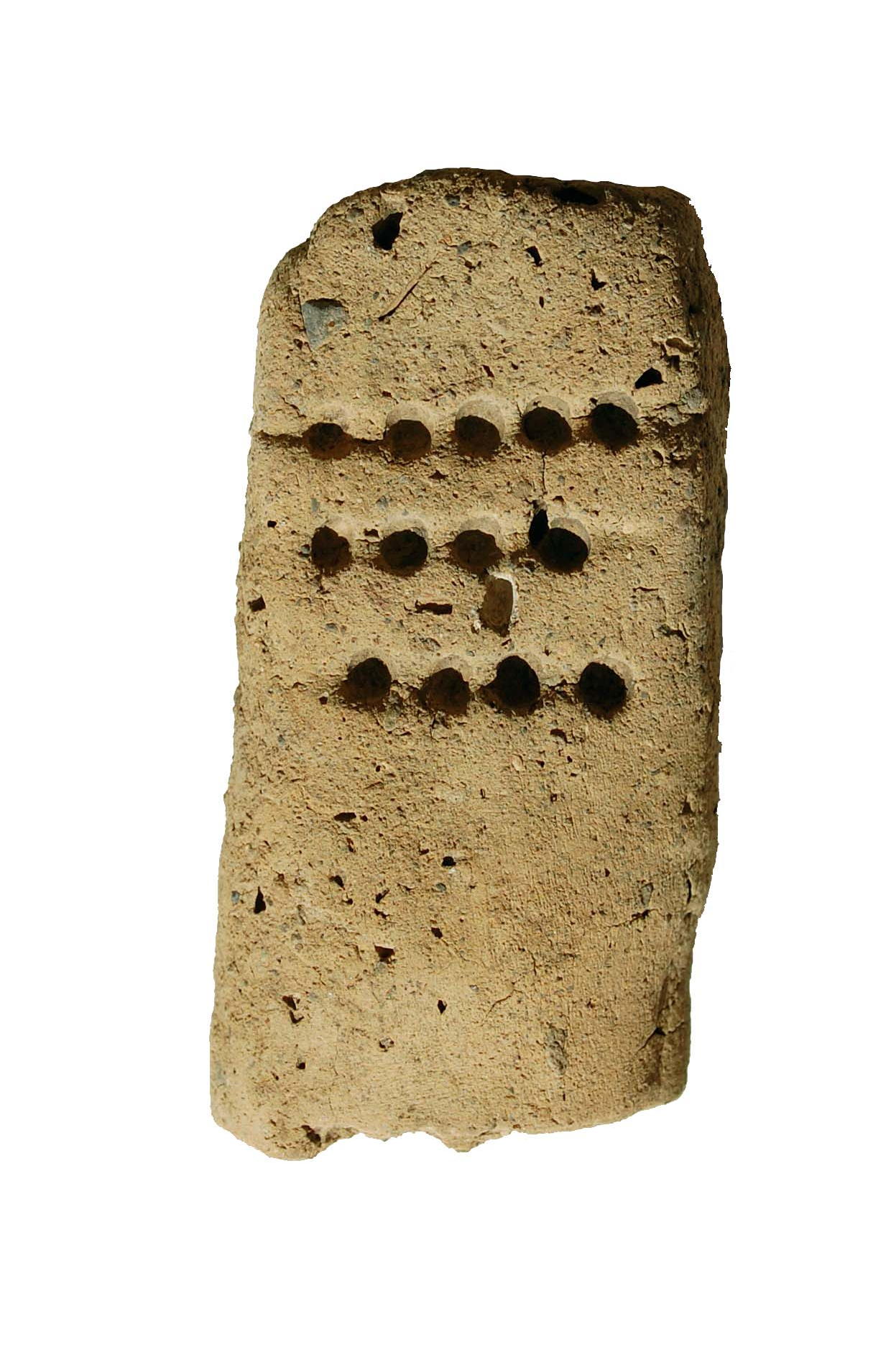
Brotlaibidole del yacimiento de Sotciastel, Badia, Alto Adigio, Italia

Las tabletas son generalmente rectangulares con esquinas redondeadas, una forma parecida a las barras de pan, y esto inspiró su nombre alemán actual. El tamaño típico de estas tabletas es de 15 por 7 cm y 2 cm de espesor, pero hay una variación considerable en torno a esos números.  La mayoría están hechos de arcilla cocida. 
Las tablillas suelen tener decoraciones sólo en una de las caras. La mayoría tiene una o más ranuras a lo largo de la dimensión más pequeña, aparentemente dibujadas con punzones romos. Las ranuras a veces continúan por los lados de la tableta y, rara vez, un poco en la parte posterior. Se estampan o perforan diversas marcas sobre, entre, encima o debajo de esas ranuras. Cada tableta normalmente tiene sólo uno o dos tipos de marcas. 
La mayoría de las tablillas conocidas fueron encontradas divididas en dos a lo largo de la dimensión más corta.  y la mayoría son encontradas sin su la mitad correspondiente.

## Aparición

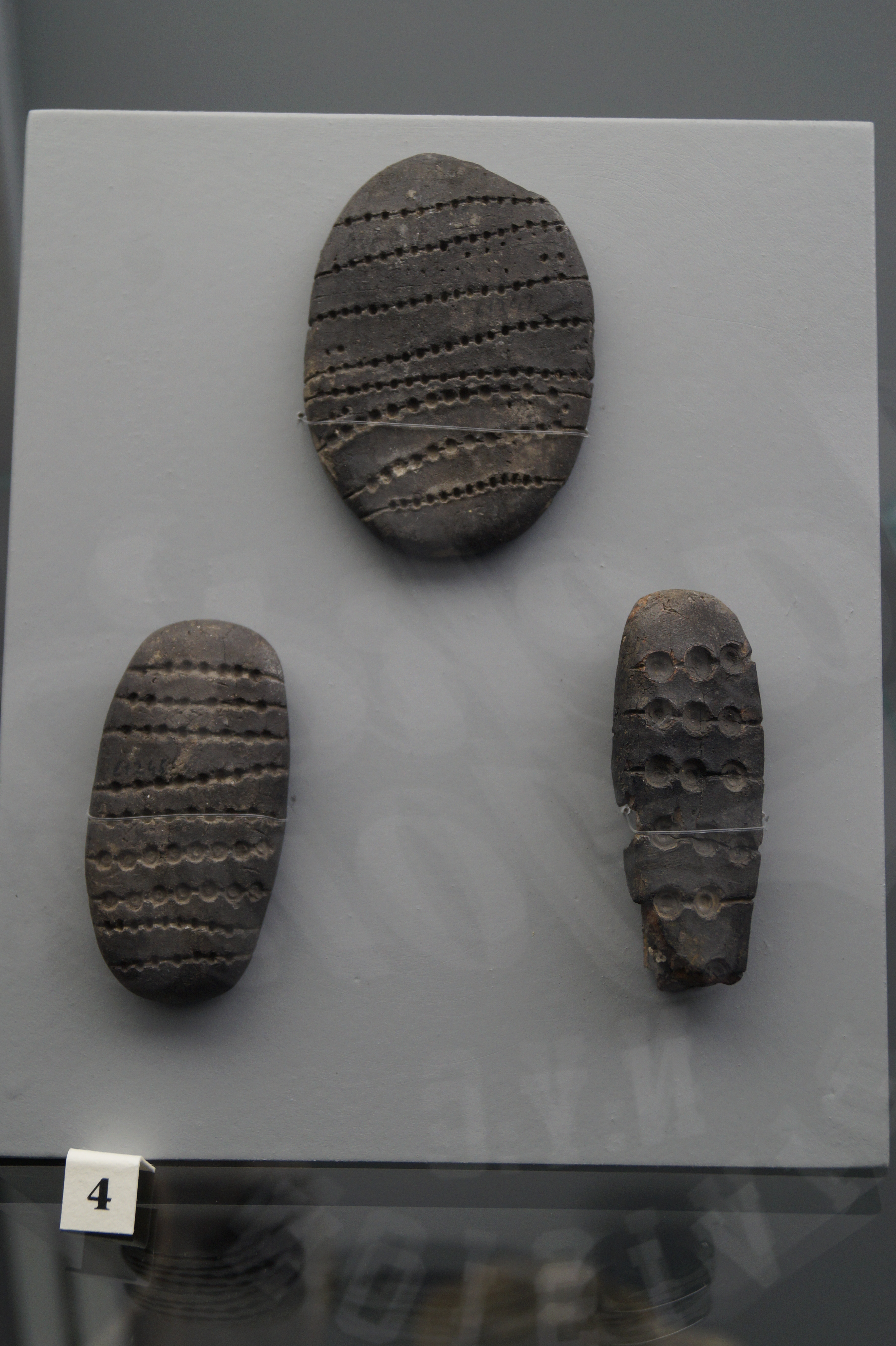
"Brotlaibidoles" del sitio de palafite de Polada, Lonato del Garda, Lombardía, Italia

Las primeras tablillas fueron descubiertas en Hungría en los años 1860. 
El contexto arqueológico de aproximadamente el 20% de las muestras existentes es desconocido o incierto. De aquellos con contexto conocido, la mayoría provienen de tres regiones: 
- Al sur del lago de Garda y en el valle del Po, en el norte de Italia, atribuido a la cultura Polada .
- La cuenca media del Danubio ( Austria, República Checa, Eslovaquia ); la mayoría en contextos de Unterwölbling V y Mad'arovce, pero uno con cerámica de estilo Litzen .
- La cuenca del bajo Danubio ( Serbia y Rumanía ), en el área cultural Žuto Brdo- Gârla Mare .

Otras dos áreas con múltiples hallazgos de tablillas son el río Tisza y sus afluentes, principalmente en el contexto de la cultura otomana ; y un área en el suroeste de Alemania, en el contexto de la cultura Arbon.  También se han encontrado tablillas aisladas en Alemania y Polonia (asociadas con la cultura de los campos de urnas ), Bulgaria, Italia central y Córcega .   Un ejemplo temprano de Rubiera estaba asociado con la cerámica de vaso campaniforme .  Entre 1991 y 1995 se encontraron seis tablillas en los alrededores del lago Bistreţ. 
Algunas tablillas están asociadas con la cultura Únětice .[cita requerida]
Todas las muestras, menos dos, con procedencia conocida se encontraron en sitios de asentamientos antiguos.  Uno fue encontrado en una cueva  y otro entre los escombros del relleno de la 'tumba principesca' de Bornhöck (y algunos más en los asentamientos circundantes).  

## Teorías
El propósito de las tablillas es aún totalmente desconocido. Inicialmente se conjeturó que eran objetos rituales pero su aparición dentro de los sitios ha excluido en gran medida esa posibilidad.

## Investigación
En 2010 se organizó en Cavriana una gran exposición sobre las «tabletas enigmáticas» del Museo Arqueológico de la Alta Mantua, con la colaboración de otros treinta y cinco museos. Se exhibieron cien ejemplares de tablillas enigmáticas. Otra exposición tuvo lugar en el Museo Manching.  
En 2024-2025 se celebró en el Museo Arqueológico de Frankfurt otra exposición internacional que reunió un gran número de tablillas. 

### Digitalización
En 2015 se puso en marcha un proyecto internacional para estudiar las tabletas en el que participaron varias universidades italianas y extranjeras. Los artefactos han sido analizados y categorizados utilizando una técnica de escaneo y medición tridimensional que permite realizar una comparación morfológica precisa entre tablillas. 

### Obras citadas
- Claus, Thomas (27 de abril de 2023). The Brotlaibidol from Bornhöck (Video)  – vía Youtube., With a description webpage at the Museumsfernsehen ("Museum Videos") website.
- Şandor-Chicideanu, Monica (20 de febrero de 2002). «Neue Brotlaibidole aus Ton dem Becken der unteren Donau» [New clay bread loaf tablets from the lower Danube basin]. European Archaeology Online (en alemán). Archivado desde el original el 24 de agosto de 2006.
- Sansoni, Giovanna; Docchio, Franco; Cavagnini, Gianluca (2009). «3D scanning, study and reconstruction of the "Tavolette Enigmatiche" (Brotlaibidole)». DGaO Proceedings 110 (P76). ISSN 1614-8436.
- Seewald, Berthold (29 de agosto de 2016). «Deutschlands erste Fürsten starben wie Pharaonen» [Germany's first princes died like pharaohs]. Die Welt (en alemán). Consultado el 27 de marzo de 2025.
- Sidoli, C. (2011). «Lavagnone di Desenzano del Garda Brescia (Italia)». Enigma. Un antico processo di interazione europea: le Tavolette enigmatiche (en italiano). Cavriana. pp. 66-71.
- Vital, Joel (2014). «Les rondelles à motifs rayonnants incisés/estampés du Bronze ancien en France» [(The discs with incised/stamped radiating motifs of the Early Bronze Age in France]. Documents d'archéologie méridionale (en francés) 2014 (37): 15-23. doi:10.4000/dam.6030.
- David, Wolfgang (2011). «Aenigma – Der rätselhafte Code der Bronzezeit. »Brotlaibidole« als Medium europäischer Kommunikation vor mehr als 3500 Jahren» [Aenigma – The Enigmatic Code of the Bronze Age. 'Bread loaf idols' as a medium of European communication more than 3,500 years ago]. Mitteilungen der Freunde der Bayerischen Vor- und Frühgeschichte (en alemán) 130.
- David, Wolfgang (2016). «Brotlaibidole als Zeugen transalpiner Kommunikation zwischen Südbayern und Norditalien in der älteren Bronzezeit» [Breadloaf idols as witnesses of transalpine communication between southern Bavaria and northern Italy in the early Bronze Age]. Bayerische Archäologie (en alemán) 4: 26-30.